# الزعبة (خولان)

تعديل مصدري - تعديل

الزعبة هي إحدى قرى عزلة الاعروش بمديرية خولان التابعة لمحافظة صنعاء، بلغ تعداد سكانها 470 نسمة حسب تعداد اليمن لعام 2004.